# Нух (сура)
Сура Нух (арап. سورة نوح) (Ное) је 71. сура Курана са 28 ајета. Објављена је у Меки. Говори о пророку Ноју и његовом жаљењу на свој народ који је одбацио сва упозорења која му је Алах дао кроз Ноја. Такође је значајна због тога што приписује стварање Сунца и Месеца Алаху. Сунце се назива лампом (sirāğ), а месец рефлектованим светлом (nūr), што имплицира да постоји један извор светлости а да Месец рефлектује Сунчеву светлост